# Westfield, Edinburgh
Westfield là một vùng ngoại ô của Edinburgh, thủ đô của Scotland. Đó là phía bắc của A71.